# 임옥상
임옥상(林玉相, 1950년 2월 3일 ~ )은 대한민국의 민중 화백이다. 1950년 2월 3일 충청남도 부여군에서 태어났다. 정치적 탄압에 대해 비판적이었던 한국의 70년대와 80년대에 선도적으로 민중 운동을 이끌었던 예술가들 중 한 명으로 알려져 있다. 그는 민중운동의 시작을 같이한 비판지 '리얼리티와 위터런스'의 창간자 중 한 명이었다. 40여 년간 이어져 온 임옥상 화백의 작품은 한국 현대사의 치열한 맥락을 감안해서 살펴볼 필요가 있다. 1980년대 후반부터 그는 사회증인, 증언자, 분석자, 선언자, 분사자 등의 역할을 맡았다. 사회를 공부하고 예술을 통해 사회진단을 수행하면서 혁신을 불러오기 위해 타자를 치는 사회 큐레이터였다는 얘기다. 임옥상은 세련되고 매력적인 미의 형태는 아니지만, 다소 거칠고 생기있고 본연 그대로 표현하는 예술적 언어를 가지고 있다.
2013년 8월 자신의 미술연구소에서 일하던 여직원을 강제추행한 혐의로 기소되었고, 2024년 5월 2심에서 징역 6개월, 집행유예 2년 선고와 아울러 40시간의 성폭력 치료 프로그램 이수 명령을 받았다. 2016년 서울특별시 중구 남산에 위치한 일본군 위안부 기억의 터의 건립에 참여하여 《대지의 눈》, 《세상의 배꼽》 두 작품이 만들어졌으나 이 논란으로 이후 2023년경 철거되었다.

## 생애
그의 1970, 1980년대 젊은 미술가 시절에 그는 직설적이고 호소력 있는 그림을 주로 연출했다. 당시 그의 업적은 사회적 사건, 인간관계, 정치이념 등을 다루었고, 실용적이고 때로는 이상주의적인 어투도 종종 효과적이었다.
임옥상의 초기 그림은 혁신을 통한 사회갱생은 물론 사회적 부정과 억압에 대한 저항과 외침에 동참해 줄 것을 요청해 대중에게 어필했다. 임옥상은 다른 현대 예술가들과 동맹을 맺어 당시 제도화된 예술계의 이상적이고 형성적인 성격과 구별하기 위해 진행된 이 예술 운동의 윤리와 행동을 결속시키는 데 일조했다.
1980년대 그는 세계사를 자신의 예술작품으로 편입시켜 한국사의 맥락에 대한 시각을 넓히려 했다. 예를 들어 식민주의와 예속주의에 물든 아프리카의 현대사를 그려내고 이를 거울 삼아 한국사를 반영했다. 그는 아프리카인의 얼굴에 나타난 분노를 통해 한국 국민의 분명한 결의를 표현하고 아프리카의 땅을 적나라하게 훑으며 은유적으로 한국의 땅을 살폈으며, 개발 과정에서 독재자들이 자행한 전형적인 범죄를 직접 들여다보는 고도의 예술적 표현도 선보였다.
이후 임옥상은 자신의 표현방법과 형식을 내실화, 안정화하기 위해 노력하면서 흙, 종이, 입체적 작업으로 재료를 확장했다. 그의 작품의 주제적인 문제는 계속 진화하여, 그 범위가 저항에서 생태계와 환경과 관련된 문제의 포괄적 해결로 확대되었다.

## 작품활동
6년의 학창 생활을 마무리한 나는 캔버스와 물감 대신 삽과 곡괭이를 들고 대지로 나섰다. 대지에 직접 작업을 하기 위해서였다. 땅 위에 그림을 그려보겠다는 생각이었다. "내 눈과 손과 발, 몸 전체로 이 땅을 보고 느껴보자. 발이 닳도록, 허리가 휘도록, 눈이 시리도록 국토를 뒤지고 살펴 맛보아 내 몸이 국토와 한 몸이 되도록, 국토가 내 몸이 되도록." 그러나 나는 대지위에 작업하는 것을 포기할 수 밖에 없었다. 분단시대, 독재시대의 국토는 이미 국민의 것이 아니었다. 신성불가침의 불가촉의 성역, 분단 이데올로기의 제물이었다. 반공법의 현장이었다. 영어의 땅. 그래서 나는 대신 그것들을 캔버스에 그리기로 작정하였다.
임옥상은 다양한 매체의 표현에 능숙한 화가다. 글쓰기, 페인트, 금속 외에 그는 인간 본연의 성질등을 표현하기 위해 종이와 점토를 사용했다. 그의 작품은 불의와 파괴의 힘에 대항하는 발언을 강조할 뿐만 아니라, 우리가 살고 있는 환경을 보존하고 배려하는 삶의 가치와 중요성을 깨닫게 하는 것이다.
지난 20년 동안 그는 공공미술에 종사했고, 예술적 맥락을 구현하여 도시와 시민들 사이에서 숨을 쉴 수 있도록 하였다.
그의 공공미술은 대부분 그 장소에 관련이 깊다, 그래서 주로 시설의 지리적 위치 근처에서 발견되는 재료를 사용한다. 특히 미국 군사훈련에서 남긴 포탄과 둔기를 작품에 사용하며 특유의 재료 사용감과 메시지에 남다른 감성을 드러냈다.
임옥상은 삼성 호암 미술관, 대안박물관, 가나미술관을 포함한 22명 이상의 개인전을 가졌으며 1970년부터 베니스 비엔날레, 아태지역 현대미술 3년제, 광주비엔날레, 베이징비엔날레 등 100여 개의 단체전에 참여하고 있다. 그의 작품은 국립중앙박물관, 서울미술관, 삼성미술관 소장품이며, 청와대 세종실 벽면에는 그의 작품인 <광장을 장식하는 촛불혁명 속에 서 있다>가 전시되어 있다.

## 약력
|      | 개인전                                                                        | 장소                                                                    |
| ---- | ----------------------------------------------------------------------------- | ----------------------------------------------------------------------- |
| 2019 | 흙의 소리 흙의 침묵 흙 Heurk                                                  | ASLD Art Students League of Denver, Denver, USA SA+ H Queen's, Hongkong |
| 2017 | The Wind Rises 바람 일다                                                      | CMay Gallery, LA, USA 가나아트센터, 서울                                |
| 2015 | 무릉무릉 Lim Ok-Sang                                                          | 메이홀, 광주 Gallery Hana, Germany                                      |
| 2013 | 임옥상 초대전                                                                 | 노원문화예술회관, 서울                                                  |
| 2011 | 토탈아트 : 물, 불, 철, 살 ,흙                                                 | 가나아트센터, 서울                                                      |
| 2003 | 한바람 임옥상의 가을이야기                                                    | 갤러리편도나무, 서울                                                    |
| 2002 | 철기시대 이후를 생각하다                                                      | 인사아트 갤러리, 서울                                                   |
| 2001 | 물과 불의 노래                                                                | 코리아아트갤러리, 부산                                                  |
| 2000 | 철의시대 흙의 소리 DMZ Lim Ok-Sang                                            | 가나아트센터, 서울 Orchard Gallery, Derry. England                      |
| 1997 | In the spirit of Resistance Lim Ok-Sang 역사의 징검다리, 가나아트갤러리, 서울 | Alternative Museum, New York. USA 가나아트갤러리, 서울                  |
| 1995 | 일어서는 땅 Rising Land                                                       | 가나아트갤러리, 서울 Galerie Gana-Beaubourg, Paris. France              |
| 1991 | 임옥상 회화 초대전                                                            | 호암갤러리, 서울                                                        |
| 1990 | 우리시대 풍경                                                                 | 온다라 미술관, 전주                                                     |
| 1988 | 아프리카 현대사                                                               | 가나아트갤러리, 서울                                                    |
| 1984 | 한바람 임옥상                                                                 | 서울미술관, 서울                                                        |
| 1981 | 한바람                                                                        | 미술회관, 서울                                                          |

|         | 주요 단체전 | 장소 |
| ------- | --- | --- |
| 2019    | Total Support for TOTAL MUSEUM Counter ART : Aesthetics of South Korean Activism One Breath : Infinite vision 안평과 한글 : 나랏말싸미 I Love ECO : 우리시대 거장 작가전 One Breath : Infinite vision 함께 꿈꾸는 세상 : 노회찬을 그리다 1주기 추모전시 2019 평화한반도축전 : 00개의 평화 정태춘 박은옥 40 트리뷰트전 : 다시, 건너간다 | 토탈미술관, 서울 Redline Contemporary Art Center, Denver, USA Ink studio, Beijing, China 자하미술관, 서울 글로벌에코캠퍼스, 서울 Korean Cultural Center New York, NY, USA 아름다운 청년 전태일기념관, 서울 갤러리라메르, 서울 세종문화회관, 서울                                                                      |
| 2018    | 신라를 다시 본다 평화, 꽃이 피다 아트바캉스 2018 창원조각비엔날레 디지털 프롬나드 시대유감 : 가나아트 컬렉션 상설전 캔버스 위의 언어 제주 사월꽃 기억문화제 침묵에서 외침으로 : 4.3 70주년 동아시아 평화인권전 | 국립경주박물관, 경주 SNU 서울대 총동창회관, 서울 인사아트센터, 서울 성산아트홀, 창원 서울시립미술관, 서울 서울시립미술관, 서울 중랑아트센터, 서울 아라리오 뮤지엄, 제주 제주 4.3 평화기념관, 제주 |
| 2017    | 김근태 선생 6주기 추모 : 따뜻한 밥상 키워드 한국미술 2017 광장예술 : 횃불에서 촛불로 코리아 투머로우 : 해석된 풍경 아름다운 동행 : 숲이 길이 되다 종이조형 : 종이가 형태가 될 때 청년의 초상전 평창 아트배너전 | 통의동 보안여관, 서울 제주도립미술관, 제주 성곡미술관, 서울 SNU 서울대 총동창회관, 서울 뮤지엄 SAN, 강원 대한민국 역사박물관, 서울 서울 |
| 2016    | 한국 현대미술의 눈과 정신 Ⅱ : 리얼리즘의 복권 제6회 임진강문화예술제: 꽃이여, 피어나라 | 인사아트센터, 서울 헤이리 논밭갤러리, 파주 |
| 2015    | 트라우마의 기록 세기의 동행 : 광복70주년 한국근현대미술 특별전 아시아 그리고 쌀 시대정신 전태일 플라스틱 신화들 Plastic Myths | 고양아람누리 아람미술관, 고양 대전시립미술관, 대전 전북예술회관, 전북 인사아트센터, 서울 국립아시아문화전당, 광주 |
| 2014    | 창원조각비엔날레 이어령, 김병종 : 생명 그리고 동행 네오산수 Neo Sansu 아트라운지 : 소장품전 | 성산아트홀, 경남 영인문학관, 서울 대구미술관, 대구 대구미술관, 대구 |
| 2013    | Contemporary Age : 가나아트 개관 30주년 기념전 너는 나에게 : 양윤애와 아르고나우따이 해인아트프로젝트 : 心 | 가나아트센터, 서울 가나컨템포러리, 서울 성보미술관, 합천 |
| 2012    | SeMA 중간허리 2012 : 히든트랙 Hidden Track 꽃이 되어 바람이 되어 : 인혁당사건 추모전 태화강설치미술제 여기, 사람이 있다 불교미술 특별기획전 모성 | 서울시립미술관, 서울 서대문형무소역사관, 서울 태화강 일대, 울산 대전시립미술관, 대전 공아트스페이스, 서울 광주시립미술관, 광주 |
| 2011    | 추상하라! Abstract it 대지의 꿈 가을명작산책 : 국립현대미술관 소장품전 사유의 방 서울 한 뼘 미술관 5월, 기억과 환생 | 국립현대미술관 덕수궁관, 서울 인권재단 사람, 서울 전북도립미술관, 전북 OCI미술관, 서울 서울시립미술관, 서울 삼거리 갤러리, 천안 ZOO 갤러리, 광주 |
| 2010    | 베이징 비엔날레 대한민국 미래모색 오월 그 부름에 답하며 겸제화혼전 : 개관 1주년 기념 노란선을 넘어서 생명과 평화 현실과 발언 30년 | 베이징 안동문화예술의전당, 안동 유스퀘어문화관 금호갤러리, 광주 겸재정선기념관, 서울 경향갤러리, 서울 서울미술관, 서울 인사아트센터, 서울 |
| 2009    | 신호탄 형상의 얼굴읽기 평화미술제 : 대지의 꽃을 바다가 | 국립현대미술관(옛 국군기무사령부 터), 서울 갤러리오스, 원주 제주현대미술관, 제주 |
| 2008    | 부산비엔날레 바다미술제 삼각주 : 합류된 서로 다른 시선들 생명, 평화 : 여성을 위한 기금마련전 The chART : 가나아트 25주년 기념전 인권, 사람이 하늘입니다 ASIA-쌀 전시회 | 부산 대구문화예술회관, 대구 갤러리이화, 서울 가나아트센터, 서울 모란갤러리, 서울 한국소리문화의전당, 전북 |
| 2007    | 1번 국도 민중의 힘과 꿈 : 청관재 민중미술 콜렉션 백제의 향기, 부여의 꿈 코리아 통일미술전 | 경기도미술관, 안산 가나아트갤러리, 서울 북촌미술관, 서울 부산민주공원 기획전시실, 부산 |
| 2006    | 한국미술 100년 : 2부 한글, 달빛 위를 걷다 제16회 한국미술협회 부여지부전 | 국립현대미술관, 서울 갤러리세줄, 서울 국립부여박물관, 부여 |
| 2005    | DMZ 2005 국제현대미술전 키네틱 아트 : 다시 읽는 파브르 곤충기 드로잉을 통해 본 한국 현대미술 60년사 V부 사제동행 : 강태성, 임옥상전 | 헤이리, 파주 가일미술관, 가평 그로리치화랑, 서울 정동경향갤러리, 서울 |
| 2004    | 베이징 비엔날레 찾아가는 미술관 천년의 색 Forever RED 광주 비엔날레 : 먼지 한톨 물 한방울 아뜰리에 사람들 현대미술의 시선 STEEL of STEEL 6.15 공동성명 발표 4돌기념 통일미술전 민주화운동기념 사업회 : 금지된 상상력 평화선언 2004 세계 100인 미술가                                                                                   | 베이징 국립현대미술관, 서울 가나아트센터, 서울 광주 가나아트센터, 서울 세종문화회관, 서울 포스코 미술관, 서울 우리민족대회장 전시실, 인천 민민주화운동기념 사업회 전시장, 서울 국립현대미술관, 과천 |
| 2003    | 미술 속의 만화, 만화 속의 미술 역사와 의식 : 독도진경 판화전 제6회 황해미술제 : 반전-평화, 전쟁을 반대한다 수재민돕기 특별전 조국산하 평창동사람들 세계도자비엔날레 환경미술 : 물 水 | 이화여자대학교박물관, 서울 서울대학교박물관, 서울 종합문화회관, 인천 갤러리 현대, 서울 세종문화회관, 서울 가나화랑, 서울 이천, 경기 서울시립미술관, 서울 |
| 2002    | 2002 소장작품전 테팔, 그리고 여성의 자유 민족미술 20년 한-중 2002 새로운 표정 설치예술제 | 시립미술관, 서울 인사아트센터, 서울 예술의전당, 청주 예술의전당, 서울 월드컵경기장 남측공원, 서울 |
| 2001    | 1980년대 리얼리즘과 그 시대 한국미술 2001 : 회화의 복권 가족 제1회 여름바다미술제 제13회 조국의 산하전 : 바람바람바람 오월정신 : 행방불명 김윤수 선생 정년퇴임 기념전 사불산 윤필암 한국 국제 전범 재판소 제710주년 스위스 건국기념일 리셉션 가나 Art & Craft Fair 목긴 청개구리 부여인 미술전 화랑미술제 김영환 시화전                | 가나아트센터, 서울 국립현대미술관, 과천 서울시립미술관, 서울 파라다이스호텔, 부산 광화문갤러리, 서울 광주시립미술관, 광주 학고재, 서울 학고재, 서울 유엔 쳐치 센터, 뉴욕 판문점 공동경비구역, 파주 인사아트센터, 서울 서호미술관, 남양주, 갤러리 제주아트, 제주 덕원갤러리, 서울 예술의 전당, 서울 인사아트센터, 서울 |
| 2000    | 헤이리 아트 밸리 퍼포먼스 한국 베트남 평화 기금 마련 경매 역사와 의식, 초대작가 5인의 설치미술전 신년맞이 세화전 개관 기념전 : 서울의 화두는 평양 | 헤이리 아트밸리, 파주 서울옥션, 서울 서울대학교 박물관, 서울 가나아트센터, 서울 광화문갤러리, 서울 |
| 1999    | 동강별곡 테이블 속의 미술관 동북아와 제3세계 미술 작은 감옥, 큰 감옥 | 가나아트센터, 서울 갤러리 아트사이드 서울시립미술관, 서울 서대문형무소 역사관, 서울 |
| 1998    | 불온한 상상력 김복진 미술제 가나아트센터 개관 기념전 부산국제 현대미술제 PICAF 세계인권위원회 50주년 기념 인권 전시회 | 21세기화랑, 서울 청주 예술의전당, 청주 가나아트센터, 서울 부산 예술의 전당, 서울 |
| 1997    | 한국 현대미술 제2회 광주 비엔날레 특별전 : 통일 '광주는 끝나지 않았다' 조국의 산하 | 노신미술관, 심양, 중국 광주 신묘역, 광주 서울 시립미술관, 서울 |
| 1996    | 판화 미술제 동시대 작가전 해방 50년 노화랑 개관초대전 : 미술로 본 역사인물 20인 | 예술의 전당, 서울 아라리오갤러리, 천안 예술의 전당, 서울 노화랑, 서울 |
| 1995    | 한국의 색과 빛 한국 현대미술전 한국 현대미술전 베니스 비엔날레 특별전 : 호랑이 꼬리 해방 50주년 기념전 : 민족미술 정보와 현실 제1회 광주비엔날레 국제 미술전 우리시대 거울보기 1991~94' 토탈미술상 수상작가전 비무장지대 작업전 | 호암 갤러리, 서울 베이징미술관, 베이징 국립 현대미술관, 과천 베니스 예술의 전당, 서울 후르트마켓 전시장, 에딘버러, 영국 광주 동아갤러리, 서울 토탈미술관, 서울 가나화랑, 서울 |
| 1994    | 동학혁명 100주년 기념전 : 새야, 새야 파랑새야 민중미술 15년 한국현대미술 40년의 얼굴 서울 풍경의 변천 | 예술의 전당, 서울 국립 현대미술관, 과천 호암 갤러리, 서울 예술의 전당, 서울 |
| 1993    | 퀸즈랜드 트리엔날레 가나화랑 개관10주년 기념전 코리아 통일 미술 토탈미술대상 대전 EXPO 재생 조형 | 퀸즈랜드, 오스트레일리아 가나화랑, 서울 센트럴미술관 아넥스, 도쿄 토탈 미술관, 서울 대전 |
| 1992-93 | 실크로드 기행 | 동아 갤러리, 서울 |
| 1992    | 십이월展 그 후 십년 우리시대의 풍경 : 개관 2주년 기념 제주신라 개관2주년 기념미술전 | 덕원미술관, 서울 모란미술관, 남양주 제주신라, 제주 |
| 1991    | 반反 아파르헤이트 서울미술관 개관10주년 기념전 서울대학교 미술대학 재전북 동문작품전 들 바람 사람들 | 예술의 전당, 서울 서울미술관, 서울 예술문화회관, 전북 온다라미술관, 서울 |
| 1989    | FORUM | 함부르크, 독일 |
| 1988    | 민중아트 밀라노 트리엔날레 임옥상 작품전 | 아티스트 스페이스, 뉴욕 밀라노 온다라미술관, 전주 |
| 1983-84 | 문제작가 작품전 | 서울 미술관, 서울 |
| 1983    | 사람들, 빛나는 정신들 Les gens, Les esprits | 서울미술관, 서울 엉굴렘 조형예술센터(AcApA), 엉굴렘, 프랑스 |
| 1980-90 | 현실과 발언 동인 전 | |
| 1977-82 | 제3 그룹 전 | |
| 1972-82 | 십이월 전 | |

|           | 공공미술/환경조형/퍼포먼스 | 장소 |
| --------- | --- | --- |
| 2019      | 풀무골무 : 산마루 친환경 어린이 놀이터 전태일 기념관 파사드 | 종로구 창신동 23-350번지 일대 청계천 4가 전태일 기념관 |
| 2018      | 농사, 예술에 물들다 : 흙의 얼굴 만들기 아름다운 나라 함께 만들어요 제 5회 세계문자심포지아 : 황금사슬 | 충북 괴산, 흙살림 인사동 인사아트센터 앞 거리 수성동계곡, 영추문, 세종마을 일대                                                                                                |
| 2017      | 사랑해요 : 푸르메 어린이 재활센터 조형물 농사, 예술을 품다 : 흙살림 제1회 농사예술제 제 4회 세계문자심포지아 : 문자-잇다 | 상암 푸르메재단 넥슨어린이 재활병원 충북 괴산 흙살림 토종농장 일대 서울 윤슬, 서울로7017, 대우재단빌딩                                                                         |
| 2016,2017 | 광화문광장 촛불 퍼포먼스 | 광화문광장/경복궁/국회 |
| 2016      | 일본군‘위안부’ 기억의 터 조성 이어령 시비 제 3회 세계문자심포지아 : 행랑 | 남산공원 통감관저터 충남 부여고 서울 종로구 낙원상가, 익선동 일대 |
| 2015      | 창신소통센터 : 창신동 re야기 만인의 염원 : 세월호 1주기 추모 시민참여 예술프로젝트 삼각산을 다시보다 임옥상의 1박 2일 무릉무등 퍼포먼스 제 2회 세계문자심포지아 : 가가호호 문자 | 창신동 아르코 공공미술 시청광장 광화문 광장 광주 메이홀 서울시 종로구 통의동 일대                                                                                              |
| 2014      | 못다핀 꽃 : 세월호 추모 시민참여 예술프로젝트 앨리스의 방, 시목(임옥상+승효상) 서울을 그리다 평화와 화해의 나무 : 세계문자심포지아 상징조형물 제1회 세계문자심포지아 : 문자생태계, 그 100년 후를 읽는다 | 청계광장 창원 조각비엔날레 서울시청 서소문별관 정원 세종문화화관 세종문화화관                                                                                                  |
| 2013      | 돌에게 말걸기 서울 에너지트리 | 전북 전주 로자벨시티 서울시청 원전하나줄이기 정보센터 |
| 2012      | 이제는 농사다 : 광화문 농사로, 지구를 담는 그릇 시의 깃발 희망 그리는 학교 : 서울 교육청 벽화 | 세종문화회관, 광화문광장 충남 부여 신동엽 문학관 봉현초/서울디자인고/금천고 |
| 2011      | 노무현, 대지의 아들 | 경남 김해 봉하마을 |
| 2010      | 희망의 프리즘 생각하고 또 생각하고: 화천 경관창 바람이 그리는 그림 추사 김정희 반신상 행복어 사전 기후위기시계 사람사는 세상 노무현 묘역 박석 | 인천 이건그룹 로비 강원도 화천군 사내면 광덕리 강원도 하이원 제주 김정희 박물관 홈플러스 부천상동점 코펜하겐 기후위기 세미나 경남 김해 봉하마을                                |
| 2009      | 하늘을 담는 그릇 생활의 발견 송파 희망트리 385개 소통의 문 : 인천 문화재단 빛의 나라 : 판교 신도시 조형물 펭귄의 눈물 : 일으켜주세요 | 마포 상암 하늘공원 전망대 겸재기념관 서울 송파구청 인천 덕적도 판교 신도시 매송사거리 서울 기후변화박람회                                                                      |
| 2008      | 잠꼬대 아닌 잠꼬대 : 문익환 시비 말씀의 기둥 에그버그/퍼니큐브/와인딩캐슬/트라이앵글 애벌레의 꿈 녹색에 내리는 단비 삶 : 화천 경관창 허허부처 동화가 있는 벽화 : 서대문구 벽화 프로젝트 놀자 프로젝트 : 서울문화재단 우리동네 문화가꾸기                                                                                           | 한신대 수유리캠퍼스 용인 래미안 동천놀이터 국회의사당 무장애놀이터 서울 중랑구 원진 녹색병원 강원도 화천군 해산전망대 해인사 경내 서대문구 고은초 도봉서원 종합복지관 쉼터     |
| 2007      | 허허부처 : 백제의 향기 부여의 꿈 구름 속의 거닐다 : 화천 경관창 이준열사 흉상 | 부여 정림사지기념관 강원도 화천군 해산전망대 대검찰청 이준열사기념관 |
| 2006      | 나는 까치 환경위기시계 상상, 거인의 나라 / 애벌레의 꿈 STOP! Co2! 100년의 명촉 | 시흥시 신천동 예술문화놀이터 롯데백화점 본점 스트리트 가든 서울숲 무장애놀이터 시청광장 파주 출판단지                                                                          |
| 2005      | 전태일 거리 조성 책, 세상의 배꼽 : BOOK THEME PARK 추사 김정희 반신상 | 서울 청계6가 전태일다리 성남 분당율동공원 제주 추사 김정희기념관 |
| 2004      | 공간상락 : 꿈꾸는 정원 학교교육환경개선 1차 : 꿈꾸는 책뜰 굿뜨레 | 잠실 갤러리아 팰리스 서화초등학교 부여홍보부스 |
| 2003      | 벤치, 날개 난타맨 솟아오르는 산 노동을 위하여 : 벽화, 엘리베이터 탑 균형과 평등 그리고 휴식 : 남산 벤치전 시청앞 홍보탑 / 달항아리에 바치는 노리 6월 난장 설치미술 : 대형풍경달기 학교프로젝트 1차 : 놀이터 벽화 학교프로젝트 2차 : 도자 쉼터 학교프로젝트 3차 : 도서관 학교프로젝트 4차 : 운동장 벽화 학교프로젝트 5차 : 식당벽화 | 청와대 녹지원 정동 난타극장 광주지하철 농성역 원진 녹색병원 남산 공원 이천 세계도자기비엔날레 서울시청앞 광장 영일초등학교 분원초등학교 연남초등학교 천마초등학교 백제초등학교 |
| 2002      | 한강에서 보물찾기 : 서울시 환경운동연합 | 여의도 고수부지 |
| 2001      | 장욱진 선생 기념조형물 제작 엘자 흙의 소리 | 경기도 양주시 장욱진기념관 판문점 공공경비구역 수원월드컵경기장 |
| 2000      | 달 따러 가자 세월 자유의 신 in Korea 민족상생 21 역사야 놀자 | 서울 은평구 우방아파트 전남 영암 구림마을 매향리 상징조형물 광화문 광장 지하철 5호선 광화문역                                                                                  |
| 1999      | 달 따러 가자 작은 감옥, 큰 감옥 | 증산동 우방아파트 서대문 형무소 |
| 1998      | 다함께 부르는 노래 새는 물을 좋아한다 대지의 어머니 | 서울 담배인삼공사 사옥 국립진주박물관 정신대 역사관 |
| 1997      | 광주는 끝나지 않았다 망월동 5.18 신묘역 내 생명의 일곱기둥 생산기술 연구원 | 광주는 끝나지 않았다 망월동 5.18 신묘역 내 생명의 일곱기둥 생산기술 연구원 |
| 1996      | 광화문의 역사 | 지하철 5호선 광화문역 |

|      | 수상                            |
| ---- | ------------------------------- |
| 2004 | 동아 플레이 어워드 : 무대디자인 |
| 1993 | 토탈아트상                      |
| 1992 | 가나아트상                      |
| 1985 | 학원예술상                      |

|      | 저서                                              |                         |
| ---- | ------------------------------------------------- | ----------------------- |
| 2017 | '양세기의 달빛'                                   | 난다 에피파니           |
| 2003 | '임옥상의 붓과 말'                                | 명상                    |
| 2000 | 벽 없는 미술관 누가 아름다운 세상을 꿈꾸지 않으랴 | 생각의 나무 생각의 나무 |

| 소장              | 웹사이트                       |
| ----------------- | ------------------------------ |
| 국립현대미술관    | http://www.moca.go.kr          |
| 서울시립미술관    | http://www.seoulmoa.org        |
| 경기도미술관      | http://gmoma.ggcf.kr           |
| 광주시립미술관    | http://artmuse.gwangju.go.kr   |
| 경남도립미술관    | http://www.gam.go.kr           |
| 성곡미술관        | http://www.sungkokmuseum.org   |
| 뮤지엄 산         | http://www.museumsan.org       |
| 광주비엔날레      | http://www.gwangjubiennale.org |
| 제주도립미술관    | http://jmoa.jeju.go.kr         |
| 토탈미술관        | http://www.totalmuseum.org     |
| 가나문화재단      | http://www.ganafoundation.kr   |
| OCI 미술관        | http://ocimuseum.org           |
| 서울대학교 미술관 | http://www.snumoa.org          |